# Laphria valparaiensis
Laphria valparaiensis là một loài ruồi trong họ Asilidae. Laphria valparaiensis được Joseph & Parui miêu tả năm 1997. Loài này phân bố ở miền Ấn Độ - Mã Lai.